# 無知少女
無知少女（むちしょうじょ）は、中国で使用される政治用語（隠語）の一つ。

## 背景
共産党独裁政権のもとで民主化が抑圧され、なおかつ数多の少数民族へも漢族による中国語と中国文化が強制される中で、不満をため込む少数派へのガス抜きのための懐柔策が考慮された。党中央は政府関係の役職へ少数派を優先登用し、取り込みを図っている。
登用された非共産党員の民主派（無党派）、知識人層（知識分子）、少数民族、女性、それぞれの頭文字をつなげたものである。登用への羨望混じりの揶揄とあいまって、2000年代に入ってから用語（隠語）化された。なお、これに米国（中国語では美国）留学経験者を加えて、無知美少女とも言われる。